# Синельниківська міська територіальна громада
Синельниківська міська територіальна громада — територіальна громада в Україні, в новоствореному Синельниківському районі Дніпропетровської області, з адміністративним центром у місті Синельникове.

## Загальна інформація
Площа території — 23,7 км², населення громади — 30 321 особа (2020).

## Населені пункти
До складу громади увійшло м. Синельникове.

## Історія
Утворена у 2020 році, відповідно до розпорядження Кабінету Міністрів України № 709-р від 12 червня 2020 року «Про визначення адміністративних центрів та затвердження територій територіальних громад Дніпропетровської області», з територією та населеними пунктами Синельниківської міської ради Дніпропетровської області у складі.